# 徳川頼職
徳川 頼職（とくがわ よりもと）は、和歌山藩の第4代藩主。

## 生涯
延宝8年（1680年）1月17日、第2代藩主・徳川光貞の三男として生まれる。幼名は長七。元服して松平 頼元（まつだいら よりもと）と称し、その後松平 頼職に改め、従四位下・左近衛権少将兼内蔵頭の官位を受けた。
元禄10年（1697年）4月、和歌山藩邸を訪問した第5代将軍徳川綱吉に御目見し、越前丹生郡内に3万石を与えられ、高森藩を興す。この際に弟の頼方（のちの吉宗）も同様に越前国丹生郡内に3万石を与えられ、葛野藩を立藩している。
宝永2年（1705年）に兄で第3代藩主の綱教が病気に倒れたため、その養子となって徳川姓に復した。5月に綱教が薨去したことによって和歌山藩を相続した。相続の際に高森藩3万石は幕府に一旦返され、内1万石が頼方に加増されている。
8月に父の光貞が薨去した際、頼職はその臨終に駆けつけるべく江戸から早馬で和歌山へ向かい、臨終には間にあった。しかし、無理を押して国元へ駆けつけたのが災いし、頼職も間もなく病に倒れた。父の死去1か月後の9月8日、26歳で病のため卒去した。藩主を相続してからすぐに没したため、和歌山藩主の家督相続時の格式である従三位・左近衛権中将の官位も将軍の偏諱（一字拝領）も受けていない。法名は深覚院殿贈相公三品圓巌真常大居士。藩内では綱教の死から数か月で、同じ年のうちに3人目の葬儀を出す異常事態となり、藩財政悪化に拍車がかかった。
妻子はなく、弟の頼方が吉宗と諱を改めて家督を継いだ。
和歌山藩主としての治世は3か月であり、この間の江戸参府はなく、和歌山帰国1回、和歌山在国の通算は1か月であった。

## 官職および位階等の履歴
※日付＝旧暦
- 元禄8年（1695年）12月 - 従五位下・内蔵頭に叙任。
- 元禄9年（1696年）12月18日 - 従四位下・左近衛権少将に昇叙兼任。
- 元禄10年（1697年）4月15日 - 越前高森藩3万石の藩主となる。
- 宝永2年（1705年）
  - 5月 - 和歌山藩主である兄の綱教の養子となり、藩主後継者となり、徳川の苗字を称する。
  - 6月18日 - 和歌山藩主となる。
  - 9月8日 - 卒去。墓所：和歌山県海南市の慶徳山長保寺。法名は深覚院殿贈相公三品圓巌真常大居士。
- 正徳3年（1713年）11月9日 - 贈従三位・参議。

## 関連作品
- 「徳川の女たち」（1980年、演：芝本正）
- 「水戸黄門第22部」（1993年、演：若菜孝史）
- 「八代将軍吉宗」（1995年、演：野口五郎）
- 「炎の奉行 大岡越前守」（1997年、演：市川升助）
- 「徳川風雲録 八代将軍吉宗」（2008年、演：河野洋一郎）
- 「大奥」（2023年、演：坂上梨々愛）※男女逆転設定